# Мо Манони
Мо (Магдалена) Манони (на френски: Maud (Magdalena) Mannoni, по баща Ван дер Спул) е френско-белгийски психоаналитик.

## Биография
Родена е на 23 октомври 1923 година в Кортрейк, Белгия, в семейството на майка белгийка и баща холандски дипломат. Манони расте в Коломбо, Шри Ланка, до 6-годишна възраст, когато родителите ѝ се завръщат в Белгия. Започва да учи криминология в Брюкселския университет и преминава обучителна анализа с Морис Дюгатие. Впоследствие става член на Белгийското психоаналитично общество и асоцииран член на Международната психоаналитична асоциация.
През 1949 г. се установява във Франция и се среща с Франсоаз Долто в Париж. Там се омъжва и за Доминик Манони, също психоаналитик, и е анализирана и преминава обучителна анализа с Жак Лакан. Манони работи с бавно развиващи се деца и има множество публикации, свързани с тях, като L'enfant arriéré et sa mère (1964).
След разпадането на École Freudienne de Paris през 1980, Манони призовава за създаване на обучителен институт за млади аналитици и тя, съпругът ѝ и Патрик Гьомар, създават Център за психоаналитично обучение и изследване (Centre de formation et de recherches psychanalytiques). Впоследствие този институт е затворен на 30 януари 1995 г. и тя създава „Espace analytique“, на който е президент до смъртта си на 15 март 1998 г.